# المکاریب
ال-مکاریب یک منطقهٔ مسکونی در یمن است که در استان صنعا واقع شده‌است.